# Morus nigra
Morus nigra, morera negra o moral negro es una especie de  árbol perteneciente a la familia de las moráceas, nativa del sudoeste de Asia, siendo cultivada por tan largo periodo que su rango natural preciso es desconocido.

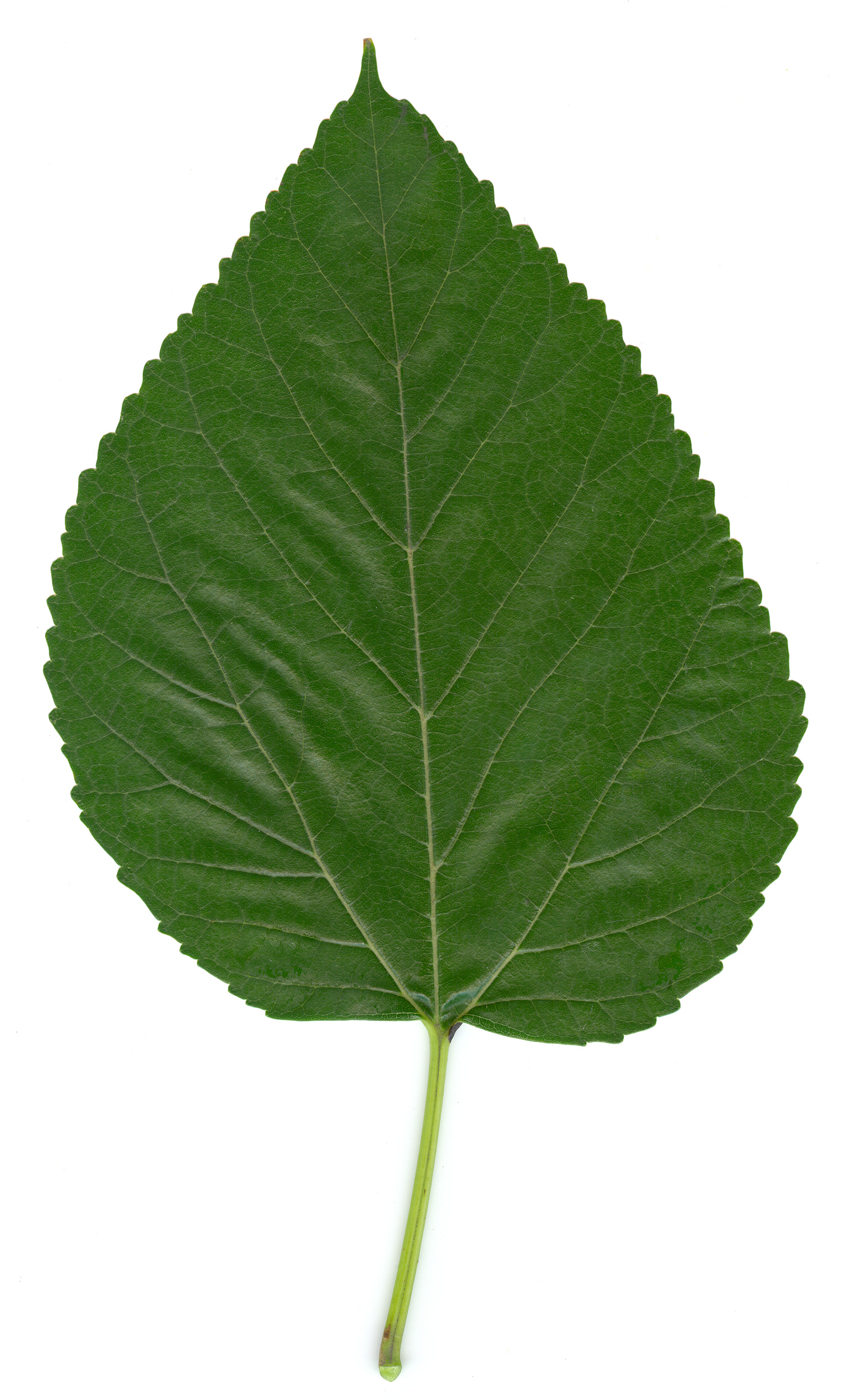
Detalle de la hoja de morus nigra.

Es un árbol pequeño, caducifolio, que alcanza 10-13 m de altura. Hojas de 1-2 dm de longitud y 6-10 cm de ancho (llegando a 23 cm de largo en brotes vigorosos). El fruto comestible, de color morado oscuro, de 2-3 cm de largo, en racimos de varias drupas pequeñas; de sabor agridulce, similar al  Morus rubra, y diferente a la más sosa fruta de Morus alba.

## Cultivo y usos
Ha sido largamente cultivado por su fruta comestible, plantada y naturalizada, en el oeste de Europa, Australia, Canadá y China.
Posee una ramificación densa, con ramas largas, divergentes y extendidas en ramillas lisas de coloración pardo-castaña.
En conjunto constituyen una amplia copa, difusa y redondeada, con frecuencia irregular y de crecimiento rápido.
Las hojas se disponen de manera alterna, sobre dos filas a lo largo del ramillo: son caedizas, grandes, de 6 a 12 y hasta 20 cm, rugosas por ambas cara, asimétricas, algo acorazonadas, tienen un corto rabillo de 1,5 a 2,5 mm de longitud y presentan dos gruesos nervios secundaros muy marcados.
Flores masculinas en amentos pedunculados, las femeninas en amentos subsentados.
El fruto es refrescante y puede consumirse directamente o elaborarse con él confitura, jarabes o bebidas.
Las moras pasan del verde al negro, pero ya son comestibles en el estado verde.
Las moras son ricas en vitamina C, vitamina D y vitamina A
El jarabe de moras negras se ha empleado en forma de gargarismos contra inflamaciones de boca y garganta.
La corteza de raíz se ha usado a veces como laxante y para combatir los gusanos intestinales.
Sus hojas se utilizan como alimento de los gusanos de seda.
La madera es muy parecida a la de la morera, blanco-amarillenta, resistente a los cambios de humedad. Se utiliza en carretería, tonelería, ebanistería y mangos de herramientas.